# ديفيد كارستن دانيلز
ديفيد كارستن دانيلز (بالإنجليزية: David Karsten Daniels)‏ هو مغن مؤلف وملحن أمريكي، ولد في 20 أغسطس 1979 في لوبوك في الولايات المتحدة.

## وصلات خارجية
- الموقع الرسمي
- ديفيد كارستن دانيلز على موقع IMDb (الإنجليزية)
- ديفيد كارستن دانيلز على موقع ميوزك برينز (الإنجليزية)
- ديفيد كارستن دانيلز على موقع أول ميوزيك (الإنجليزية)
- ديفيد كارستن دانيلز على موقع ديسكوغز (الإنجليزية)